# 華倫他
華倫他主教（D. Diogo Correia Valente，SJ）為耶穌會士；第2任天主教澳門教區主教。
1618年(明神宗万历四十六年；日本後水尾天皇元和四年)被委為日本府內主教，首程來遠東，因日本教難而滯留澳門，協助教務。1623年被選為宗座署理。1630年正式接受任命，統理天主教澳門教區教務。
1633年逝世，葬於大三巴聖堂。聖堂毀於火後，遺骨移往大堂安葬，華倫他主教死後，主教一職空懸達七十四年。